# Força de Defesa Cibernética da Noruega
A Força de Defesa Cibernética da Noruega (em norueguês: Cyberforsvaret) é um ramo das Forças Armadas Norueguesas responsável por comunicações militares e guerra cibernética defensiva na Noruega. A força emprega 1.200 pessoas localizadas em mais de 60 localidades. A base principal está em Jørstadmoen, Lillehammer, com uma base secundária em Kolsås fora de Oslo. A Defesa Cibernética foi estabelecida como filial própria em 18 de setembro de 2012.